# Oxyporus philadelphi
Oxyporus philadelphi är en svampart som tillhör divisionen basidiesvampar, och som först beskrevs av Erast Parmasto, och fick sitt nu gällande namn av Leif Ryvarden. Oxyporus philadelphi ingår i släktet Oxyporus, och familjen Polyporaceae. Arten har ej påträffats i Sverige.